# Paula Gunn Allen
Paula Gunn Allen   (Albuquerque i Cubero, 24 d'octubre de 1939 - Fort Bragg, 29 de maig de 2008) fou una poetessa, crítica literària, activista lesbiana i novel·lista ameríndia. D'ascendència mestissa euroamericana i nativa, s'identifica amb el Pueblo Laguna dels seus anys d'infància, la cultura en la qual s'havia criat. Va plasmar les seves tradicions orals en la seva ficció i la poesia, i també va escriure nombrosos assajos sobre aquests temes. Ha editat quatre col·leccions de contes tradicionals nadius americans i obres contemporànies, i va escriure dues biografies de dones indígenes.
A més de la seva obra literària, el 1986 va publicar un important estudi sobre el paper de la dona en les tradicions indígenes americanes. Hi va argumentar que els europeus havien desemfatitzat el paper de la dona en els seus relats de la vida nativa a causa de les seves pròpies societats patriarcals. Va estimular un altre treball acadèmic per escriptors nord-americans feministes i indígenes.

## Primers anys i educació
Nascut Paula Marie Francis a Albuquerque, Nou Mèxic, Allen va créixer a Cubero, Nou Mèxic, un poble de concessió de terra hispano-mexicà vorejant la reserva dels Pueblo Laguna. D'ascendència mixta laguna, sioux, escocesa i libanesa, Allen sempre s'identifica més estretament amb els laguna, entre els quals va passar la seva infància i formació.
Allen va estudiar a la Universitat d'Oregon on va obtenir un màster de Belles Arts (MFA). Va doctorar a la Universitat de Nou Mèxic, on va treballar com a professora i va començar la investigació sobre les religions tribals. Allen també va treballar com a professora a l'Estatal de San Francisco i a UC Berkeley abans d'unir-se a l'UCLA Indian Center de 1990 a 1999.

## Escrits antropològics
Des de l'estudi d'Allen de religió ameríndia, va escriure The Sacred Hoop: Recovering the Feminine in American Indian Traditions (1986). El text ha provocat controvèrsia, ja que ella sosté que els registres de les creences i tradicions dels nadius van ser subvertides per exploradors i colonitzadors europeus falogocèntrics, que minimitzen o esborren el paper central jugat per les dones en nombroses societats natives americanes. Allen argumenta que moltes tribus de nadius americans eren «ginocràtiques», on les dones prenien les decisions principals. Altres tribus creien en un equilibri absolut entre homes i dones, cap dels dos tenia la dominància.
Arguments i investigacions d'Allen van ser fortament criticades en els anys següents a la publicació de The Sacred Hoop. Gerald Vizenor, també crític amerindis, i altres han acusat Allen de promulgar una simple inversió d'essencialisme. El seu llibre i el treball posterior va ser altament influent, animant altres estudis feministes de les cultures i literatures natives d'Amèrica. Segueix sent un text clàssic dels programes d'estudis amerindis i d'estudis femenins.

## Carrera literària
Allen és ben coneguda com a novel·lista, poetessa i narradora. El seu treball es va basar en els contes populars sobre la figura mitològica de l'Àvia Aranya i la Donzella del Blat de Moro. La seva obra es caracteritza per fortes connotacions polítiques. Els crítics han assenyalat que Leslie Marmon Silko, també de d'ascendència laguna, també es basa en els mateixos contes.
La novel·la, The Woman Who Owned The Shadows (1983), mostra la dona Ephanie Atencio, filla mestissa d'una mare mestissa que lluita contra l'exclusió social i l'auto-obliteració.
Com a poetessa, Allen va publicar una col·lecció de més de trenta anys de treball: Life Is a Fatal Disease: Collected Poems 1962-1995, considerada com la més reeixida. El treball d'Allen sovint és categoritzat com a pertanyent a la Renaixença ameríndia, però l'autora rebutja l'etiqueta.

## Premis
Allen va obtenir l'American Book Award de la Before Columbus Foundation; la medalla Hubbell, el premi per excel·lència de Literatura Nadiu Americà; el Premi Susan Koppelman i el Premi a la Trajectòria del Cercle d'Escriptors Nadius d'Amèrica el 2001.

### Poesia
- Life is a Fatal Disease: Collected Poems 1962-1995 (1997)
- Skins and Bones: Poems 1979-1987 (1988)
- Shadow Country (1982)
- A Cannon Between My Knees (1981)
- Blind Lion Poems (The Blind Lion) (1974)
- Star Child: Poems (1981)
- Coyote's Daylight Trip (1978)

### Assaig
- Off the Reservation: Reflections on Boundary-Busting Border-Crossing Loose Canons (1998)
- Womanwork: Bridges: Literature across Cultures McGraw–Hill (1994)
- Grandmothers of the Light: A Medicine Women's Sourcebook (1991)
- The Sacred Hoop: Recovering the Feminine in American Indian Traditions (1986)
- Studies in American Indian Literature: Critical Essays and Course Designs (1983)

### Biografia
- Pocahontas: Medicine Woman, Spy, Entrepreneur, Diplomat (2004)
- As Long As the Rivers Flow: The Stories of Nine Native Americans (1996)

### Edicions, col·leccions i antologies
- Hozho: Walking in Beauty: Short Stories by American Indian Writers (2001)
- Song of the Turtle: American Indian Literature, 1974-1994 (1996)
- Voice of the Turtle: American Indian Literature, 1900-1970 (1994)
- Spider Woman's Granddaughters: Traditional Tales and Contemporary Writing by Native American Women (1989)

### Contribucions a antologies
- The Serpent's Tongue: Prose, Poetry, and Art of the New Mexican Pueblos, ed. Nancy Wood. (1997)
- Living the Spirit: A Gay American Indian Anthology, ed. Will Roscoe. (1988)